# The Witch (film fra 2015)
The Witch er en historisk supernatural horror film skrevet og instrueret af Robert Eggers og hans instruktørdebut, filmen har Anya Taylor-Joy, Ralph Ineson, Kate Dickie, Harvey Scrimshaw, Ellie Grainger og Lucas Dawson i hovedrollerne.

## Medvirkende
- Anya Taylor-Joy som Thomasin
- Ralph Ineson som William
- Kate Dickie som Katherine
- Harvey Scrimshaw som Caleb
- Ellie Grainger som Mercy
- Lucas Dawson som Jonas
- Julian Richings som Guvernør
- Bathsheba Garnett som Heksen
- Sarah Stephens som Heksen som ung
- Daniel Chaudhry som Sorte Phillip